# Bad Neuenahrer Sonnenberg
Der Bad Neuenahrer Sonnenberg ist eine Einzellage im deutschen Weinbaugebiet Ahr und gilt als Spitzenlage in der Stadt Bad Neuenahr-Ahrweiler. Sie ist Teil der Großlage Klosterberg im Bereich Walporzheim/Ahrtal. Die Rebflächen liegen auf einer Höhe von 100 bis 150 m ü. NN.
Der Name Sonnenberg ist einer der häufigsten Einzellagen-Namen in Deutschland, der in fast allen Anbaugebieten knapp 40 mal vorkommt und verweist auf die der Sonne besonders günstig zugeneigten Lage.
Die nach Süden ausgerichtete Steillage umfasst 46,62 Hektar zugelassener Rebfläche. Nur 5 % dieser Fläche sind hängig, der Rest steil. Die Bodenarten sind recht heterogen und gehen von Grauwackeverwitterung  versetzt mit Lehmanteilen über Gehängelehm bis Löß und Lößlehm. Eine fast 5 Meter hohe Abbruchkante im unteren Bereich der Lage zeigt  die Bodenart deutlich. Während die Grauwacke dem Wein einen fruchtigen Charakter verleiht, sorgen die lehmhaltigen Böden für gehaltvoll wuchtige Weine.
Die große Fläche ist durch mehrere kleine Seitentäler aufgelockert. In diesen Bereichen sind die Weinberge nach Osten  bzw. Westen ausgerichtet.
Von der ausgewiesenen Fläche sind zurzeit ca. 26 Hektar bestockt.
Zu über 90 % werden hier rote Sorten kultiviert. Im Sonnenberg werden die roten Rebsorten Spätburgunder 65 %, Blauer Portugieser 12 %, Dornfelder 8 %, Frühburgunder 4 %, Domina und Regent 3 % angebaut. Bei den weißen Sorten überwiegen Riesling 4 %, Weißburgunder, Grauburgunder, Kerner und Müller-Thurgau 4 %. Die noch Anfang der 1970er-Jahre beliebte Portugieser-Rebe (der Anteil lag damals bei 35 %) verlor seither stark an Bedeutung.
Anteile an der Lage haben zum Beispiel die VDP-Weingüter Adeneuer, Jean Stodden, Kreuzberg, Meyer-Näkel und Nelles.